# コールドダークマター
コールドダークマター（英: cold dark matter; CDM）とは、運動エネルギーが質量エネルギーに比べて小さく、粒子の運動速度が遅い暗黒物質であり、宇宙の構造形成を説明するために仮説的に導入された物質である。冷たい暗黒物質（つめたいあんこくぶっしつ）とも呼ばれる。
コールドダークマターは、Λ-CDMモデルにおいて、宇宙の密度揺らぎを成長させ、宇宙の大規模構造に大きく関与したとされる。SUSY粒子、ヒッグシーノ、アクシオン等の未発見の素粒子が候補として挙げられている。